# Alice McLaren
Ne doit pas être confondu avec Priscilla Bright McLaren.
Alice McLaren (1860 - 20 décembre 1945) est une médecin écossaise, gynécologue et défenseur de la santé et des droits des femmes. Elle fut la première femme médecin à Glasgow.

## Carrière
Née à Édimbourg de William Cunningham McLaren et de Maria Amelia Wilson, Alice McLaren est la dernière d'une fratrie de six enfants. Elle est l'une des cinq premières femmes à obtenir son diplôme de médecine à l'université de Londres en 1893 puis se forme au Glasgow Royal Infirmary (en).
Au cours de sa carrière, elle travaille dans un certain nombre d'établissements, notamment :
- le Glasgow Women's Private Hospital, devenu le Redlands Hospital for Women, à la fondation duquel elle a participé avec une autre femme médecin, Elizabeth M. Ramsay[4].
- le Leith General Hospital (en),
- le Glasgow Lock Hospital (en)
- le Glasgow Royal Samaritan Hospital (en)
- le Glasgow Royal Mental Hospital (en), où elle est gynécologue consultante[5].

Alice McLaren a été membre de la Scottish Women's Benefit Society. Elle prend sa retraite en 1932 dans le village de Crail où elle décède en 1945.